# Coniopteryx canopia
Coniopteryx canopia là một loài côn trùng trong họ Coniopterygidae thuộc bộ Neuroptera. Loài này được Meinander in Meinander & Penny miêu tả năm 1982.